# Luigi Messedaglia
Luigi Messedaglia (Verona, 9 dicembre 1874 – Arbizzano, 7 febbraio 1956) è stato un politico e medico italiano ricordato anche per i suoi studi di agronomia.
Laureatosi in medicina all'università di Padova, dopo aver ricoperto il ruolo di professore di patologia medica all'università si dedicò alla carriera politica, diventando prima deputato e poi senatore.
Nipote di Angelo Messedaglia, anch'egli senatore del Regno d'Italia, nella sua carriera politica assunse il ruolo di membro della Commissione per il giudizio dell'Alta Corte di Giustizia, della Commissione per l'esame dei disegni di legge per la conversione dei decreti-legge e della Commissione per l'agricoltura. Nel 1943 gli fu tolta la tessera del partito fascista perché:” manifestava pubblicamente sentimenti di pernicioso filosemitismo” ( cfr. Paolo Monelli, Roma 1943, pag. 67, ed. Einaudi).
Durante la prima guerra mondiale servì la patria nella Croce Rossa Italiana con il grado di colonnello.
Luigi Messedaglia fu importante anche come studioso dell'agricoltura (in particolare interessante un suo volume sulla storia del mais) e come letterato. Intrattenne dei rapporti con il filologo Giorgio Pasquali.

## Incarichi
- Membro corrispondente dell'Istituto veneto di scienze, lettere ed arti di Venezia (25 marzo 1912)
- Membro effettivo dell'Istituto veneto di scienze, lettere ed arti di Venezia (15 luglio 1925)
- Membro effettivo pensionato dell'Istituto veneto di scienze, lettere ed arti di Venezia (13 ottobre 1932)
- Vicepresidente dell'Istituto veneto di scienze, lettere ed arti di Venezia (4 febbraio 1932-4 aprile 1934)
- Presidente dell'Istituto veneto di scienze, lettere ed arti di Venezia (5 aprile 1934-21 giugno 1945)

## Onorificenze
- Cavaliere dell'Ordine della Corona d'Italia - 18 dicembre 1904
- Commendatore dell'Ordine della Corona d'Italia - 14 giugno 1914
- Grande Ufficiale dell'Ordine della Corona d'Italia - 26 ottobre 1933
- Cavaliere dell'Ordine dei S.S. Maurizio e Lazzaro - 9 settembre 1918
- Cavaliere ufficiale dell'Ordine dei S.S. Maurizio e Lazzaro - 30 marzo 1931
- Istituto veneto di scienze, lettere ed arti, di cui fu presidente dal 1934 al 1945